# Sofia Bach
Sofia Neta Maria Bach, född 16 augusti 1973 på Värmdö, Stockholms län, är en svensk skådespelare och komiker.

## Biografi
Sofia Bach utexaminerades från Teaterhögskolan i Stockholm 2001  och har bland annat medverkat i TV-serien Hon och Hannes (2005) och panelhumorprogrammen Parlamentet och Extra! Extra!.
Hon var gift med skådespelaren Anders Johannisson och har en son född år 2004.

## Filmografi i urval
- 1999 – C/o Segemyhr
- 2001 – Sprängaren
- 2001 – Beck-Mannen utan ansikte
- 2004 – Mongolpiparen
- 2005 – Hon & Hannes (TV-serie)
- 2006 – Att göra en pudel
- 2007 – Leende guldbruna ögon (TV-serie)
- 2007 – Saltön (TV-serie)
- 2007 – Ett öga rött
- 2010 – Meteoren (kortfilm)
- 2011 – The Stig-Helmer Story
- 2012 – Äkta människor (TV-serie)
- 2013 – Tragedi på en lantkyrkogård
- 2014 – Piratskattens hemlighet (TV-serie)
- 2016 – Selmas saga (TV-serie) (julkalender)
- 2016 – Fröken Frimans krig (TV-serie)
- 2016 – Flickan, mamman och demonerna
- 2017 – Småstaden (TV-serie)
- 2017 – Jordskott (TV-serie)
- 2017 – All inclusive
- 2018 – Sthlm Rekviem (TV-serie)
- 2021 – Mer panik i tomteverkstan (TV-serie)
- 2023 – Baracuda queens (TV-serie)
- 2024 – Skattjakten med IJustWantToBeCool (TV-serie)

## Teater

### Roller (ej komplett)
| År   | Roll                                  | Produktion                                                          | Regi              | Teater                    |
| ---- | ------------------------------------- | ------------------------------------------------------------------- | ----------------- | ------------------------- |
| 1999 | Madeleine Sjuksköterskan              | Piaf Pam Gems                                                       | Benny Fredriksson | Stockholms stadsteater    |
| 2000 | Katarina                              | Att tukta en argbigga (The Taming of the Shrew) William Shakespeare | Pontus Plaenge    | Shakespeare på Gräsgården |
| 2001 | Kristina, undersköterska              | Hela sjukan Eric Chappell                                           | Thomas Ryberger   | Scalateatern              |
| 2002 | Lady Anne                             | Richard III William Shakespeare                                     | Pontus Plaenge    | Shakespeare på Gräsgården |
| 2002 | Marja Antonovna, borgmästarens dotter | Revisorn Nikolaj Gogol                                              | Wilhelm Carlsson  | Chinateatern              |
| 2009 |                                       | Panik på klinik Johan Schildt, Adde Malmberg och Robert Sjöblom     | Adde Malmberg     | Intiman                   |
| 2019 | Goneril                               | Kung Lear William Shakespeare                                       | Sara Giese        | Romateatern               |

### Fotnoter
1. 1 2 3  Sveriges befolkning
1990:
Bach, Sofia Neta Maria
2. 1 2  ”Sofia Bach”. Svensk Filmdatabas. http://www.sfi.se/sv/svensk-filmdatabas/Item/?type=PERSON&itemid=286998. Läst 26 september 2012.
3. 1 2  ”SVT stjäl TV4:s bästa komiker”. Aftonbladet. 3 december 2007. http://www.aftonbladet.se/nojesbladet/tv/article11875330.ab. Läst 19 maj 2016.
4. ↑  ”Avgångsklassen 2001”. Stockholms dramatiska högskola. http://www.stdh.se/vara-studenter/skadespeleri/tidigare-studenter/studenter-2000-2009/avgangsklassen-2001. Läst 11 augusti 2013.
5. ↑  ”Sofia Bach; extra extra TV3”. Svensk Mediedatabas. Kungliga Biblioteket. http://smdb.kb.se/catalog/search?q=Sofia+Bach+extra+extra+kanal%3ATV3. Läst 19 maj 2016.
6. ↑  ””Jag börjar bli lik min mamma” - DN.SE” (på svenska). DN.SE. 15 augusti 2008. http://www.dn.se/arkiv/familj/jag-borjar-bli-lik-min-mamma/. Läst 28 juli 2017.
7. ↑  Pia Huss (11 juli 2000). ”TEATER: Rätten att få andas fritt. Ensemblen skapar en komiskt bråkig bonad där även de mindre rollerna lyfts fram”. Dagens Nyheter. https://www.dn.se/arkiv/kultur/teater-ratten-att-fa-andas-fritt-ensemblen-skapar-en-komiskt-brakig-bonad-dar-aven-de-mindre/. Läst 23 januari 2022.
8. ↑  Björn Linnell (30 september 2001). ”Inte kul när även schablonerna är döda”. Dagens Nyheter. https://www.dn.se/arkiv/kultur/inte-kul-nar-aven-schablonerna-ar-doda/. Läst 27 november 2017.
9. ↑  Lars-Olof Franzén (1 juli 2002). ”Aktuell 'Rickard III' i Vadstena. Regin lyfter fram ondskan, hatet, hämnden och falskheten”. Dagens Nyheter. https://www.dn.se/arkiv/kultur/aktuell-rickard-iii-i-vadstena-regin-lyfter-fram-ondskan-hatet-hamnden-och-falskheten/. Läst 7 juni 2019.
10. ↑  ”Chinateatern”. Revisorn. Arkiverad från originalet den 24 juni 2015. https://web.archive.org/web/20150624015559/http://www.chinateatern.se/show/revisorn/. Läst 23 juni 2015.
11. ↑  Lars Ring (3 januari 2010). ”Som helhet en rätt livad iscensättning”. SvD. http://www.svd.se/artikel_4026849. Läst 24 juni 2015.